# Tortyra chalcobathra
Tortyra chalcobathra là một loài bướm đêm thuộc họ Choreutidae. Nó được tìm thấy ở Brasil.